# 山崎动物护理短期大学
山崎动物护理短期大学（日语：／ Yamazaki Dōbutsu Kango Tanki Daigaku *），简称山崎短大（やまざきたんだい），是過去一所位于日本东京都八王子市的私立短期大学，於2012年廢校。

## 概要

### 简介
- 短期大学成立于2004年[1]、由学校法人山崎学园经营、招生到2009年、停办于2012年[2]。

### 历史
- 2004年 山崎动物护理短期大学成立并同时设置动物护理学科[注 2][1]。
- 2007年 专科动物护理学专攻成立[1]。
- 2009年 招生最后[1]。
- 2012年 停办。以后为山崎動物護理大學。

### 憲章
- 请参看山崎动物护理短期大学的标志 （页面存档备份，存于）2013年11月18日阅览。

## 学校环境
- 校区：在东京都八王子市了

## 历任校长
- 中村経紀：第一代短期大学校长
- 山崎薰：最后短期大学校长

## 组织

### 学科
- 动物护理学科[注 2]

### 专科
- 动物护理学专攻

#### 业余课程
| - 没有 |

## 相关链接
- 日本短期大学列表
- 山崎学园大学：成立于2010年。